# Joan Ballarà i Serra
Joan Ballarà i Serra (Cardona, 11 de noviembre de 1930 - Solsona, 11 de noviembre de 2015), presbítero, compositor y maestro de capilla español.

## Vida
Nació en Cardona, en la provincia de Barcelona, donde comenzó a estudiar música a los 9 años con el maestro de la escolanía parroquial. El siguiente año ingresó en el Seminario Diocesano de Solsona donde continuó su formación musical que complementaba con los estudios de canto gregoriano y liturgia que durante los veranos recibía en el Monasterio de Montserrat. Estudió armonía y contrapunto con el maestro Cristóbal Taltabull y piano con Anna Fernández y Recasens, profesora de la Academia Marshall.
Licenciado en Sagrada Teología en Salamanca, fue ordenado presbítero el 19 de julio de 1953 y a lo largo de su vida sacerdotal desarrolló diferentes destinos y cargos en la diócesis de Solsona: coadjutor de Mollerussa, coadjutor de Cervera, regente de Castelladral, ecónomo de Santa Susanna, encargado de Clariana y párroco de Santa Susanna. Fue vocal de la comisión diocesana de Música Sacra y en el año 2001 fue nombrado canónigo de la Catedral de Solsona.
Fue el maestro de capilla de la Catedral de Solsona (1960-1979), responsabilidad que ganó por oposiciones y que dejó a raíz de la decisión del obispo Miquel Moncadas de suprimir su cargo. También fue el maestro director de la Escolanía de la Virgen del Claustro y organista del santuario (1964-1976). Fue profesor del Seminario de Solsona —donde ejerció como prefecto de música—, consiliario del Orfeón Nova Solsona y se dedicó a la enseñanza musical de niños. A partir de 1990, cuando Antonio Deig es nombrado obispo de Solsona e inició la restauración del culto catedralicio, se prestó para suplir la vacante de organista de la Catedral de Solsona y se encargó de recuperar el instrumento, aparte de tocarlo.
El 11 de noviembre de 2015 falleció en Solsona a la edad de 85 años tras una larga enfermedad.

## Obra
Su obra musical es fruto de las necesidades que iban surgiendo en el ejercicio de sus responsabilidades musicales: música coral para los conciertos del coro del Seminario de Solsona, obras litúrgicas para la capilla de música de la Catedral de Solsona o repertorio mariano por la Escolanía de la Virgen del Claustro. Sin embargo, su producción más significativa es con motivo de la introducción del catalán en la liturgia romana para poder cantar los textos de la misa en catalán.

### Publicaciones
Parte de su repertorio litúrgico compuesto para poder cantar los textos de la misa en catalán fue publicado en los siguientes dos volúmenes:
- El salm responsorial dels diumenges i festes (2000).[5]
- Els cants propis de la missa dels diumenges i festes (2003).[6]

### Discografía
Algunos de sus trabajos y armonizaciones han sido publicadas en las siguientes grabaciones:
- Polifónica de Puig-Reig, Goigs de la Mare de Déu del bisbat de Solsona [grabación sonora]. Barcelona: Àudio-Visuals de Sarrià, 1993. 1 disc sonoro (CD).
- Font i Parera, Josep (1913-1971), Homenatge a Josep Font i Parera [grabación sonora]. Barcelona: EUCU, 1995. 1 disc sonoro (CD).